# Замок Фатом
Замок Фатом (Фидом, Фидун; англ. Fathom Castle, Feedom Castle, Fidun Castle) — один из замков Ирландии, расположен в графстве Арма, Северная Ирландия. Расположен возле поселка Ньюри, графство Даун, Северная Ирландия.

## История
Замок Фатом — древний замок, который неоднократно перестраивался. Замок был оплотом ирландского клана О'Нил. Во время Девятилетней войны (1596—1605) за независимость Ирландии замок Фатом был взят штурмом английскими войсками и разрушен. Позже замок был окончательно разрушен во время строительства канала в 1730 году.
Замком в свое время владел феодал Хью де Лейси. Лидер ирландских кланов Шейн О'Нил вернул себе эти земли и отстроил «старый замок Фидун» в 1550 году, который использовал как свою основную резиденцию.
О ранней истории замка Фатом имеются разные противоречивые сведения. Во время англо-норманнского завоевания Ирландии феодалы захватили земли Карлингфорд и построили замок Короля Джона в 1180—1200 годах. Немало земель захватил рыцарь Де Лейси. Существуют упоминания о сэре Роберте Мармионе, который служил королю Иоанну Безземельному в Дублине в 1210 году. Есть версия, что этот сэр Роберт захватил замок Фатом — Фидун. Он вошёл в историю Ирландии как соратник Стронгбоу и других норманнов. Упоминаются в исторических документах ещё и другие рыцари из рода Мармион. Среди них есть рыцари из Фидуна, которые, очевидно, владели этим замком. Среди них есть сэр Гилберт, упоминающийся в 1290 году, и сэр Уильям, упоминающийся в документах 1305 года.
Происхождение названия Фидун неясное. Есть версия, что это слово в переводе с ирландского языка означает «крепость в лесу».
Позже семья Мармион покинула замок Фидун и переселилась в Карлингфорд, который был защищен гарнизоном Замка Короля Джона. Аристократическая семья Мармион имела сильную власть и влияние в Карлингфорде до 1655 года, когда они потеряли все свои владения в результате бурных событий гражданской войны на Британских островах, в том числе и замки.